# Rhodeus sericeus
Rhodeus sericeus és una espècie de peix cipriniforme de la família dels ciprínids.
Els mascles poden assolir els 11 cm de longitud total.
Es troba a Euràsia.